# 장자제 국가삼림공원

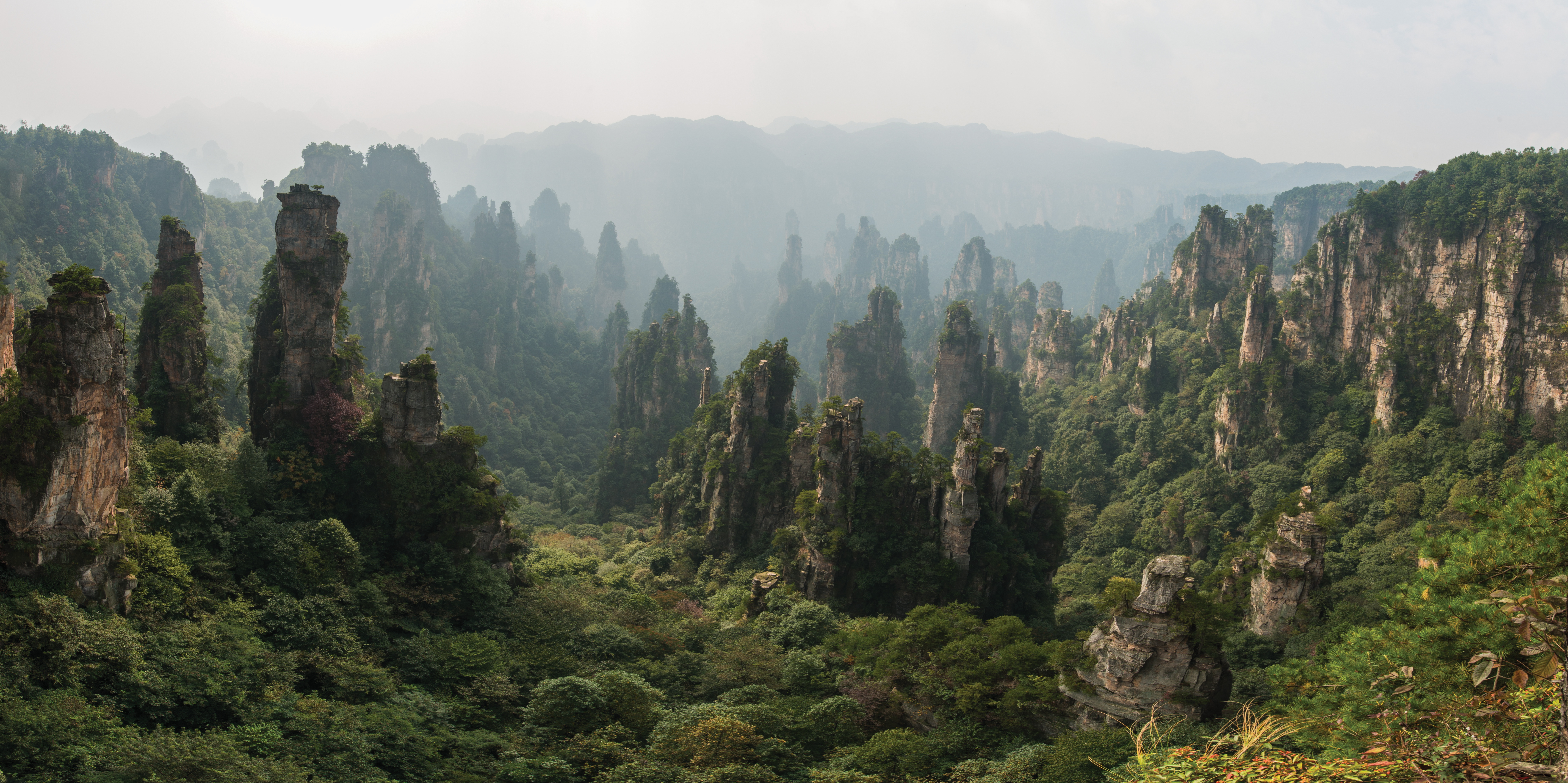
장자제 국가삼림공원

장자제 국가삼림공원 (중국어: 張家界國家森林公園, 병음: Zhāngjiājiè Guójiā Sēnlín Gōngyuán)은 중국 후난성 장자제 시에 위치한 국가삼림공원이다. 무릉원 풍경명승구 내의 여러 국립공원 중 하나이다. 면적이 130㎢에 달하는 1982년에 설립된 중국 최초의 국가삼림공원이다. 무릉산(無陵山)에 위치하며 돌봉우리가 2000개가 넘고 삼림 피복율이 88%이다. 주위가 산으로 둘러싸여 있고 기후가 온화하고 습하다. 이 지역에는 황석채, 진편계, 요자채, 비파계, 사도구, 후화원, 진편암, 조천관 등 7개의 주요 관광 코스가 있다.

## 역사
1982년, 장자제 국가삼림공원은 4,810ha의 면적으로 중국 최초의 국가 산림 공원으로 인정받았다. 후난성 장자제의 남부 하늘 기둥은 2010년 1월에 영화 아바타를 기리기 위해 공식적으로 "아바타 할렐루야 산"(중국어: 阿凡达-哈利路亚山, 병음: Āfándá hālìlùyà shān)으로 이름이 바뀌었다.
영화 아바타의 감독과 제작 디자이너들은 후난성 구이린, 황산, 장자제에서 영감을 받았다.